# Am Poeler Tor 1 (Wismar)
Der ehemalige Speicher Am Poeler Tor 1 Ecke Hundestraße in Wismar-Altstadt in der Nähe zum Wassertor und dem Alten Hafen stammt aus dem 17. Jahrhundert.
Das Gebäude steht unter Denkmalschutz.
Das Eckgebäude wird heute durch Praxen und Dienstleister genutzt.

## Geschichte

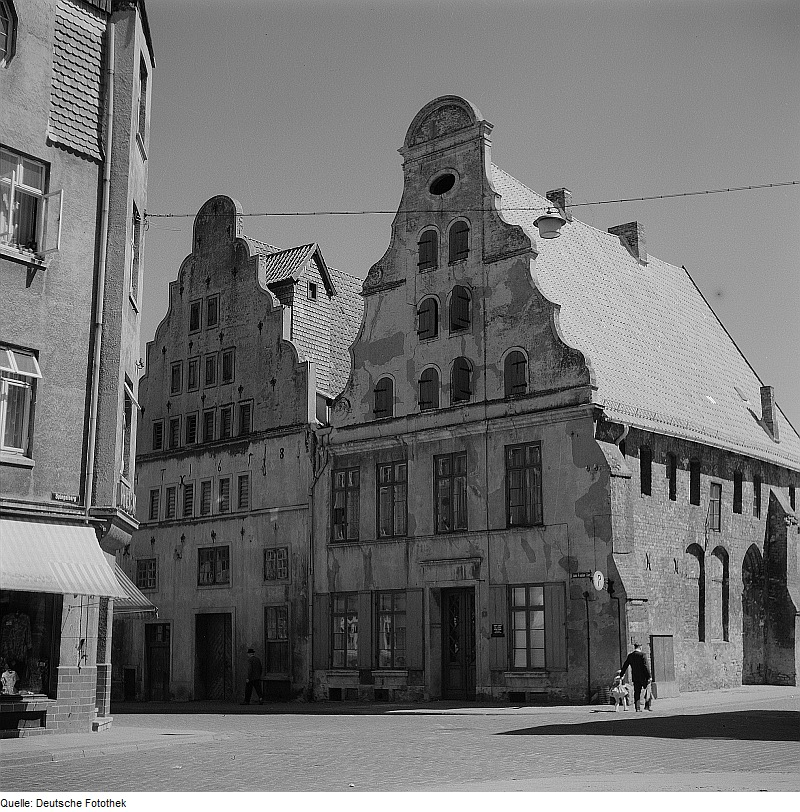
Am Poeler Tor Nr. 1+3 von vor 1977

Das zweigeschossige verputzte barocke Giebelhaus mit dem viergeschossigen geschweiften Giebel mit rundem Abschluss war ein Speicherhaus von 1681. Die Rückfassade hat einen Fachwerkgiebel. An der verklinkerten Längswand ist ein gotisches Portal bemerkenswert. Der vierlagige Kehlbalkendachstuhl aus der Renaissance blieb weitgehend erhalten. Umbauten führten u. a. zu Bauelementen aus dem Frühbarock, zu einer Diele im Stil des Rokokos und zu klassizistischen Türen. Hinter dem Mitteleingang befindet sich ein großzügiges Treppenhaus.
Die 2-gesch. Kemlade von 1707 mit Fachwerk im OG. wurde durch eine Werkstatt genutzt. Das Eckhaus stand vor und nach 1990 für längere Zeit bis zur Sanierung leer.
Das Gebäude wurde 1999/2000 für den Bauherren Gambert nach Plänen der Architektin Zielenkiewitz saniert, auch mit Mitteln der Städtebauförderung. Viele innere Bauteile konnten aufgearbeitet und erhalten werden.